# شهرستان عالیه
قضاء عالیه (به عربی: قضاء عالیه) یک منطقهٔ مسکونی در لبنان است که در استان جبل لبنان واقع شده‌است.

## خصوصیات
قضاء عالیه ۲۶۴ کیلومترمربع مساحت و ۱۰۰٬۰۰۰ نفر جمعیت دارد.